# Världsmästerskapet i volleyboll för herrar 2018
Världsmästerskapet 2018 i volleyboll för herrar hölls 9 till 30 september 2018 i Bari, Bologna, Florens, Milano, Rom och Turin, Italien, och i Ruse, Sofia och Varna, Bulgarien. Det var det 19:e världsmästerskapet och 24 landslag deltog. Polen blev världsmästare för tredje gången (andra i rad) genom att besegra Brasilien i finalen. Bartosz Kurek var främsta poängvinnare med 171 bollpoäng och utsågs även till mest värdefulla spelare.

## Val av värd
Det fanns bara en kandidatur till att vara värd för mästerskapet. Ett gemensamt arrangemang mellan Italien och Bulgarien. Den 9 december 2015 utsåg FIVB generalförsamling de bägge länderna till värdar.

## Kvalificering
I turneringen deltog de bägge värdländerna, världsmästarna från VM 2014. tre lag från Afrika (alla kvalificerade genom afrikanska mästerskapet), fem lag från Nordamerika (tre kvalificerade genom nordamerikanska mästerskapet och två kvalificerade genom nordamerikanska kvalet), två lag från Sydamerika (ett kvalificerat genom sydamerikanska mästerskapet och ett genom sydamerikanska kvalet), fyra asiatiska/oceanska lag (alla kvalificerade genom  asiatiska kvalet), och sju lag från Europa (alla kvalificerade genom europeiska kvalet)).

## Arenor
|                                                                  |                                                                     |                                                                               |
|                                                                  |                                                                     |                                                                               |
| Mediolanum Forum Stad: Assago Kapacitet: 12 657 Öppnad: 1990     | PalaFlorio Stad: Bari Kapacitet: 5 080 Öppnad: 1991                 | PalaDozza Stad: Bologna Kapacitet: 5 570 Öppnad: 1956                         |
|                                                                  |                                                                     |                                                                               |
| Nelson Mandela Forum Stad: Florens Kapacitet: 7 500 Öppnad: 1985 | Stadio Centrale del Tennis Stad: Rom Kapacitet: 11 000 Öppnad: 2010 | Palasport Olimpico Stad: Turin Kapacitet: 15 657 Öppnad: 2005                 |
|                                                                  |                                                                     |                                                                               |
| Bulstrad Arena Stad: Ruse Kapacitet: 5 100 Öppnad: 2015          | Arena Armeec Stad: Sofia Kapacitet: 12 500 Öppnad: 2011             | Palazzo della cultura e dello sport Stad: Varna Kapacitet: 5 000 Öppnad: 1968 |

## Regelverk

### Format
- Den första gruppspelsomgången bestod av fyra grupper om sex lag i varje. Alla lag mötte alla. De fyra bästa i varje grupp gick vidare till nästa omgång.
- Den andra gruppspelsomgången bestod av fyra grupper om fyra lag i varje. Varje grupp bestod av de lag som gått vidare från två av grupperna i den första omgången. Alla lag som inte mött varandra tidigare mötte varandra. De inbördes resultaten från första gruppspelsomgången räknades med. De bästa laget i varje grupp samt de två bästa tvåorna gick vidare till nästa omgång
- Den tredje gruppspelsomgången bestod av två grupper om tre lag i varje. Alla lag mötte alla. De två bästa i varje grupp gick vidare till finalspel. Treorna i varje grupp spelade match om femteplats.
- Finalspelet bestod av semifinal, match om tredjepris och final som alla avgjordes i ett direkt avgörande möte.[5].

### Metod för att bestämma tabellplacering
Om slutresultatet blev 3-0 eller 3-1 tilldelades 3 poäng till det vinnande laget och 0 till det förlorande laget, om slutresultatet blev 3-2 tilldelades 2 poäng till det vinnande laget och 1 till det förlorande laget.
Lagens position i respektive grupp bestämdes utifrån (i tur och ordning):
- Antal vunna matcher
- Poäng;
- Kvot vunna/förlorade set
- Kvot vunna/förlorade bollpoäng
- Inbördes möten.

## Deltagande lag
| Lag                     | Turnering                             | Deltog senast  |
| ----------------------- | ------------------------------------- | -------------- |
| Argentina               | 1:a sydamerikanska kvalet             | Polen 2014     |
| Australien              | 2:a asiatiska kvalet (grupp B)        | Polen 2014     |
| Belgien                 | 1:a europeiska kvalet (grupp G)       | Polen 2014     |
| Brasilien               | 1:a sydamerikanska mästerskapet 2017  | Polen 2014     |
| Bulgarien               | Värdland                              | Polen 2014     |
| Kamerun                 | 3:a afrikanska mästerskapet 2017      | Polen 2014     |
| Kanada                  | 3:a nordamerikanska mästerskapet 2017 | Polen 2014     |
| Kina                    | 2:a asiatiska kvalet (grupp A)        | Polen 2014     |
| Kuba                    | 2:a nordamerikanska kvalet            | Polen 2014     |
| Egypten                 | 2:a afrikanska mästerskapet 2017      | Polen 2014     |
| Finland                 | 1:a europeiska kvalet (grupp F)       | Polen 2014     |
| Frankrike               | 1:a europeiska kvalet (grupp A)       | Polen 2014     |
| Japan                   | 1:a asiatiska kvalet (grupp B)        | Italien 2010   |
| Iran                    | 1:a asiatiska kvalet (grupp A)        | Polen 2014     |
| Italien                 | Värdland                              | Polen 2014     |
| Nederländerna           | 1:a europeiska kvalet (grupp B)       | Argentina 2002 |
| Polen                   | 1:a VM 2014                           | Polen 2014     |
| Puerto Rico             | 1:a nordamerikanska kvalet            | Polen 2014     |
| Dominikanska republiken | 2:a nordamerikanska mästerskapet 2017 | Mexico 1974    |
| Ryssland                | 1:a europeiska kvalet (grupp D)       | Polen 2014     |
| Serbien                 | 1:a europeiska kvalet (grupp E)       | Polen 2014     |
| Slovenien               | 1:a europeiska kvalet (grupp C)       | Debut          |
| USA                     | 1:a nordamerikanska mästerskapet 2017 | Polen 2014     |
| Tunisien                | 1:a afrikanska mästerskapet 2017      | Polen 2014     |

## Turneringen

### Första rundan
Grupperna lottades 30 november 2017 i Salone dei Cinquecento i Palazzo Vecchio, Florens, Italien.
| Grupp A                 | Grupp B       | Grupp C    | Grupp D     |
| ----------------------- | ------------- | ---------- | ----------- |
| Argentina               | Brasilien     | Australien | Bulgarien   |
| Belgien                 | Kanada        | Kamerun    | Kuba        |
| Japan                   | Kina          | Ryssland   | Finland     |
| Italien                 | Egypten       | Serbien    | Iran        |
| Dominikanska republiken | Frankrike     | USA        | Polen       |
| Slovenien               | Nederländerna | Tunisien   | Puerto Rico |

#### Grupp A

##### Resultat
| 9 september 2018 Stadio Centrale del Tennis, Rom Speltid: 1:30 - Åskådare: 11 170 | Italien                 | 3 - 0 | Japan                   | 25-20, 25-21, 25-23               |
| 12 september 2018 Nelson Mandela Forum, Florens Speltid: 1:45 - Åskådare: 650     | Dominikanska republiken | 1 - 3 | Slovenien               | 25-22, 13-25, 13-25, 17-25        |
| 12 september 2018 Nelson Mandela Forum, Florens Speltid: 1:44 - Åskådare: 1 485   | Belgien                 | 3 - 1 | Argentina               | 25-19, 25-19, 22-25, 25-19        |
| 13 september 2018 Nelson Mandela Forum, Florens Speltid: 1:16 - Åskådare: 2 813   | Dominikanska republiken | 0 - 3 | Japan                   | 20-25, 16-25, 16-25               |
| 13 september 2018 Nelson Mandela Forum, Florens Speltid: 1:30 - Åskådare: 7 500   | Italien                 | 3 - 0 | Belgien                 | 25-20, 25-17, 25-16               |
| 14 september 2018 Nelson Mandela Forum, Florens Speltid: 1:50 - Åskådare: 728     | Japan                   | 1 - 3 | Slovenien               | 20-25, 25-22, 20-25, 13-25        |
| 14 september 2018 Nelson Mandela Forum, Florens Speltid: 1:16 - Åskådare: 949     | Argentina               | 3 - 0 | Dominikanska republiken | 26-24, 25-15, 25-15               |
| 15 september 2018 Nelson Mandela Forum, Florens Speltid: 2:20 - Åskådare: 5 815   | Belgien                 | 2 - 3 | Slovenien               | 25-22, 25-21, 19-25, 23-25, 13-15 |
| 15 september 2018 Nelson Mandela Forum, Florens Speltid: 2:03 - Åskådare: 8 260   | Italien                 | 3 - 1 | Argentina               | 22-25, 25-15, 25-23, 28-26        |
| 16 september 2018 Nelson Mandela Forum, Florens Speltid: 1:46 - Åskådare: 4 250   | Japan                   | 1 - 3 | Belgien                 | 25-14, 23-25, 14-25, 19-25        |
| 16 september 2018 Nelson Mandela Forum, Florens Speltid: 1:14 - Åskådare: 7 500   | Dominikanska republiken | 0 - 3 | Italien                 | 12-25, 18-25, 15-25               |
| 17 september 2018 Nelson Mandela Forum, Florens Speltid: 1:06 - Åskådare: 670     | Belgien                 | 3 - 0 | Dominikanska republiken | 25-18, 25-13, 25-17               |
| 17 september 2018 Nelson Mandela Forum, Florens Speltid: 2:19 - Åskådare: 1 525   | Argentina               | 3 - 2 | Slovenien               | 25-18, 22-25, 27-29, 25-17, 15-13 |
| 18 september 2018 Nelson Mandela Forum, Florens Speltid: 2:21 - Åskådare: 6 125   | Japan                   | 3 - 2 | Argentina               | 26-24, 20-25, 30-32, 25-20, 15-13 |
| 18 september 2018 Nelson Mandela Forum, Florens Speltid: 2:04 - Åskådare: 8 330   | Italien                 | 3 - 1 | Slovenien               | 23-25, 25-19, 25-13, 25-18        |

##### Sluttabell
| Pos. | Lag                     | Pt | M | V | F | SV | SF | Kvot  | PV  | PF  | Kvot  |
| ---- | ----------------------- | -- | - | - | - | -- | -- | ----- | --- | --- | ----- |
| 1.   | Italien                 | 15 | 5 | 5 | 0 | 15 | 2  | 7,500 | 423 | 326 | 1,297 |
| 2.   | Belgien                 | 10 | 5 | 3 | 2 | 11 | 8  | 1,375 | 419 | 394 | 1,063 |
| 3.   | Slovenien               | 9  | 5 | 3 | 2 | 12 | 10 | 1,200 | 479 | 463 | 1,034 |
| 4.   | Argentina               | 6  | 5 | 2 | 3 | 10 | 11 | 0,909 | 475 | 469 | 1,012 |
| 5.   | Japan                   | 5  | 5 | 2 | 3 | 8  | 11 | 0,727 | 414 | 427 | 0,969 |
| 6.   | Dominikanska republiken | 0  | 5 | 0 | 5 | 1  | 15 | 0,066 | 267 | 398 | 0,670 |

#### Grupp B

##### Resultat
| 12 september 2018 Bulstrad Arena, Ruse Speltid: 1:18 - Åskådare: 700   | Frankrike     | 3 - 0 | Kina          | 25-20, 25-21, 25-17               |
| 12 september 2018 Bulstrad Arena, Ruse Speltid: 1:24 - Åskådare: 1 100 | Nederländerna | 0 - 3 | Kanada        | 15-25, 23-25, 18-25               |
| 12 september 2018 Bulstrad Arena, Ruse Speltid: 1:23 - Åskådare: 850   | Brasilien     | 3 - 0 | Egypten       | 25-17, 25-22, 25-20               |
| 13 september 2018 Bulstrad Arena, Ruse Speltid: 1:41 - Åskådare: 500   | Egypten       | 0 - 3 | Kanada        | 25-27, 28-30, 19-25               |
| 13 september 2018 Bulstrad Arena, Ruse Speltid: 2:10 - Åskådare: 4 900 | Brasilien     | 3 - 2 | Frankrike     | 25-20, 25-20, 21-25, 23-25, 15-12 |
| 14 september 2018 Bulstrad Arena, Ruse Speltid: 1:40 - Åskådare: 500   | Kina          | 1 - 3 | Nederländerna | 21-25, 13-25, 25-23, 13-25        |
| 14 september 2018 Bulstrad Arena, Ruse Speltid: 1:18 - Åskådare: 800   | Frankrike     | 3 - 0 | Egypten       | 25-22, 25-23, 25-16               |
| 15 september 2018 Bulstrad Arena, Ruse Speltid: 1:56 - Åskådare: 450   | Kanada        | 3 - 1 | Kina          | 25-22, 25-19, 21-25, 25-23        |
| 15 september 2018 Bulstrad Arena, Ruse Speltid: 1:54 - Åskådare: 3 953 | Nederländerna | 3 - 1 | Brasilien     | 21-25, 25-20, 25-20, 25-21        |
| 16 september 2018 Bulstrad Arena, Ruse Speltid: 1:55 - Åskådare: 450   | Kina          | 1 - 3 | Egypten       | 26-28, 24-26, 25-17, 21-25        |
| 16 september 2018 Bulstrad Arena, Ruse Speltid: 2:06 - Åskådare: 2 050 | Nederländerna | 3 - 2 | Frankrike     | 23-25, 19-25, 25-21, 25-23, 15-13 |
| 17 september 2018 Bulstrad Arena, Ruse Speltid: 1:46 - Åskådare: 3 350 | Egypten       | 1 - 3 | Nederländerna | 18-25, 21-25, 25-23, 16-25        |
| 17 september 2018 Bulstrad Arena, Ruse Speltid: 1:53 - Åskådare: 2 800 | Brasilien     | 3 - 1 | Kanada        | 25-22, 19-25, 25-23, 25-18        |
| 18 september 2018 Bulstrad Arena, Ruse Speltid: 1:23 - Åskådare: 750   | Kina          | 0 - 3 | Brasilien     | 21-25, 22-25, 17-25               |
| 18 september 2018 Bulstrad Arena, Ruse Speltid: 1:45 - Åskådare: 2 150 | Kanada        | 1 - 3 | Frankrike     | 22-25, 21-25, 25-22, 17-25        |

##### Sluttabell
| Pos. | Lag           | Pt | M | V | F | SV | SF | Kvot  | PV  | PF  | Kvot  |
| ---- | ------------- | -- | - | - | - | -- | -- | ----- | --- | --- | ----- |
| 1.   | Brasilien     | 11 | 5 | 4 | 1 | 13 | 6  | 2,166 | 439 | 405 | 1,083 |
| 2.   | Nederländerna | 11 | 5 | 4 | 1 | 12 | 8  | 1,500 | 455 | 420 | 1,083 |
| 3.   | Frankrike     | 11 | 5 | 3 | 2 | 13 | 7  | 1,857 | 456 | 420 | 1,085 |
| 4.   | Kanada        | 9  | 5 | 3 | 2 | 11 | 7  | 1,571 | 426 | 408 | 1,044 |
| 5.   | Egypten       | 3  | 5 | 1 | 4 | 4  | 13 | 0,307 | 368 | 426 | 0,863 |
| 6.   | Kina          | 0  | 5 | 0 | 5 | 3  | 15 | 0,200 | 375 | 440 | 0,852 |

#### Grupp C

##### Resultat
| 12 september 2018 PalaFlorio, Bari Speltid: 1:31 - Åskådare: 1 200 | Kamerun    | 3 - 0 | Tunisien   | 25-20, 28-26, 25-21               |
| 12 september 2018 PalaFlorio, Bari Speltid: 1:19 - Åskådare: 2 000 | Australien | 0 - 3 | Ryssland   | 21-25, 20-25, 16-25               |
| 12 september 2018 PalaFlorio, Bari Speltid: 2:14 - Åskådare: 3 150 | USA        | 3 - 2 | Serbien    | 15-25, 25-14, 21-25, 25-20, 15-10 |
| 13 september 2018 PalaFlorio, Bari Speltid: 2:20 - Åskådare: 600   | Australien | 2 - 3 | USA        | 23-25, 20-25, 25-22, 25-23, 10-15 |
| 13 september 2018 PalaFlorio, Bari Speltid: 1:23 - Åskådare: 725   | Kamerun    | 0 - 3 | Serbien    | 28-30, 16-25, 17-25               |
| 14 september 2018 PalaFlorio, Bari Speltid: 1:47 - Åskådare: 425   | Australien | 3 - 1 | Kamerun    | 21-25, 25-17, 25-22, 25-20        |
| 14 september 2018 PalaFlorio, Bari Speltid: 1:14 - Åskådare: 550   | Ryssland   | 3 - 0 | Tunisien   | 25-19, 25-6, 25-19                |
| 15 september 2018 PalaFlorio, Bari Speltid: 1:51 - Åskådare: 5 000 | Serbien    | 3 - 1 | Tunisien   | 20-25, 25-20, 25-21, 25-20        |
| 15 september 2018 PalaFlorio, Bari Speltid: 1:58 - Åskådare: 5 000 | USA        | 3 - 1 | Ryssland   | 25-23, 20-25, 25-23, 25-20        |
| 16 september 2018 PalaFlorio, Bari Speltid: 1:19 - Åskådare: 1 450 | Kamerun    | 0 - 3 | USA        | 18-25, 20-25, 14-25               |
| 16 september 2018 PalaFlorio, Bari Speltid: 1:46 - Åskådare: 2 000 | Serbien    | 3 - 1 | Australien | 25-20, 21-25, 25-17, 25-19        |
| 17 september 2018 PalaFlorio, Bari Speltid: 1:24 - Åskådare: 450   | Ryssland   | 3 - 0 | Kamerun    | 25-16, 30-28, 25-15               |
| 17 september 2018 PalaFlorio, Bari Speltid: 1:36 - Åskådare: 450   | Australien | 3 - 1 | Tunisien   | 16-25, 25-17, 25-19, 25-16        |
| 18 september 2018 PalaFlorio, Bari Speltid: 1:12 - Åskådare: 1 600 | USA        | 3 - 0 | Tunisien   | 25-12, 25-18, 25-13               |
| 18 september 2018 PalaFlorio, Bari Speltid: 2:22 - Åskådare: 3 400 | Serbien    | 3 - 2 | Ryssland   | 25-21, 24-26, 25-17, 22-25, 15-12 |

##### Sluttabell
| Pos. | Lag        | Pt | M | V | F | SV | SF | Kvot  | PV  | PF  | Kvot  |
| ---- | ---------- | -- | - | - | - | -- | -- | ----- | --- | --- | ----- |
| 1.   | USA        | 13 | 5 | 5 | 0 | 15 | 5  | 3,000 | 456 | 383 | 1,190 |
| 2.   | Serbien    | 12 | 5 | 4 | 1 | 14 | 7  | 2,000 | 476 | 430 | 1,106 |
| 3.   | Ryssland   | 10 | 5 | 3 | 2 | 12 | 6  | 2,000 | 422 | 366 | 1,153 |
| 4.   | Australien | 7  | 5 | 2 | 3 | 9  | 11 | 0,818 | 428 | 442 | 0,968 |
| 5.   | Kamerun    | 3  | 5 | 1 | 4 | 4  | 12 | 0,333 | 334 | 398 | 0,839 |
| 6.   | Tunisien   | 0  | 5 | 0 | 5 | 2  | 15 | 0,133 | 317 | 414 | 0,765 |

#### Grupp D

##### Resultat
| 9 september 2018 Palazzo della cultura e dello sport, Varna Speltid: 1:25 - Åskådare: 4 850  | Bulgarien   | 3 - 0 | Finland     | 25-21, 25-19, 25-22               |
| 12 september 2018 Palazzo della cultura e dello sport, Varna Speltid: 1:17 - Åskådare: 400   | Iran        | 3 - 0 | Puerto Rico | 25-19, 25-14, 25-18               |
| 12 september 2018 Palazzo della cultura e dello sport, Varna Speltid: 1:40 - Åskådare: 3 150 | Kuba        | 1 - 3 | Polen       | 18-25, 19-25, 25-21, 14-25        |
| 13 september 2018 Palazzo della cultura e dello sport, Varna Speltid: 1:16 - Åskådare: 1 860 | Puerto Rico | 0 - 3 | Polen       | 14-25, 12-25, 15-25               |
| 13 september 2018 Palazzo della cultura e dello sport, Varna Speltid: 1:55 - Åskådare: 4 870 | Iran        | 3 - 1 | Bulgarien   | 25-22, 25-20, 22-25, 25-19        |
| 14 september 2018 Palazzo della cultura e dello sport, Varna Speltid: 1:48 - Åskådare: 2 230 | Finland     | 3 - 1 | Kuba        | 25-19, 25-19, 20-25, 25-16        |
| 14 september 2018 Palazzo della cultura e dello sport, Varna Speltid: 1:20 - Åskådare: 2 180 | Bulgarien   | 3 - 0 | Puerto Rico | 25-16, 25-18, 25-21               |
| 15 september 2018 Palazzo della cultura e dello sport, Varna Speltid: 1:48 - Åskådare: 1 080 | Kuba        | 1 - 3 | Iran        | 25-17, 18-25, 22-25, 19-25        |
| 15 september 2018 Palazzo della cultura e dello sport, Varna Speltid: 1:54 - Åskådare: 3 240 | Polen       | 3 - 1 | Finland     | 25-20, 26-28, 25-16, 25-15        |
| 16 september 2018 Palazzo della cultura e dello sport, Varna Speltid: 2:29 - Åskådare: 2 360 | Puerto Rico | 2 - 3 | Finland     | 19-25, 23-25, 29-27, 25-21, 10-15 |
| 16 september 2018 Palazzo della cultura e dello sport, Varna Speltid: 1:18 - Åskådare: 4 930 | Kuba        | 0 - 3 | Bulgarien   | 22-25, 16-25, 18-25               |
| 17 september 2018 Palazzo della cultura e dello sport, Varna Speltid: 1:58 - Åskådare: 230   | Kuba        | 3 - 1 | Puerto Rico | 25-15, 22-25, 25-21, 25-17        |
| 17 september 2018 Palazzo della cultura e dello sport, Varna Speltid: 1:25 - Åskådare: 3 580 | Iran        | 0 - 3 | Polen       | 21-25, 20-25, 22-25               |
| 18 september 2018 Palazzo della cultura e dello sport, Varna Speltid: 2:20 - Åskådare: 1 860 | Finland     | 2 - 3 | Iran        | 19-25, 25-22, 25-23, 23-25, 12-15 |
| 18 september 2018 Palazzo della cultura e dello sport, Varna Speltid: 2:00 - Åskådare: 5 560 | Bulgarien   | 1 - 3 | Polen       | 14-25, 25-23, 22-25, 23-25        |

##### Sluttabell
| Pos. | Lag         | Pt | M | V | F | SV | SF | Kvot  | PV  | PF  | Kvot  |
| ---- | ----------- | -- | - | - | - | -- | -- | ----- | --- | --- | ----- |
| 1.   | Polen       | 15 | 5 | 5 | 0 | 15 | 3  | 5,000 | 445 | 343 | 1,297 |
| 2.   | Iran        | 11 | 5 | 4 | 1 | 12 | 7  | 1,714 | 437 | 400 | 1,092 |
| 3.   | Bulgarien   | 9  | 5 | 3 | 2 | 11 | 6  | 1,833 | 395 | 368 | 1,073 |
| 4.   | Finland     | 6  | 5 | 2 | 3 | 9  | 12 | 0,750 | 453 | 471 | 0,961 |
| 5.   | Kuba        | 3  | 5 | 1 | 4 | 6  | 13 | 0,461 | 392 | 436 | 0,899 |
| 6.   | Puerto Rico | 1  | 5 | 0 | 5 | 3  | 15 | 0,200 | 331 | 435 | 0,760 |

### Andra rundan
| Grupp E       | Grupp F    | Grupp G   | Grupp H   |
| ------------- | ---------- | --------- | --------- |
| Finland       | Australien | Bulgarien | Argentina |
| Italien       | Belgien    | Kanada    | Frankrike |
| Nederländerna | Brasilien  | Iran      | Serbien   |
| Ryssland      | Slovenien  | USA       | Polen     |

#### Grupp E

##### Resultat
| 21 september 2018 Mediolanum Forum, Assago Speltid: 1:17 - Åskådare: 5 425  | Nederländerna | 0 - 3 | Ryssland      | 17-25, 16-25, 21-25               |
| 21 september 2018 Mediolanum Forum, Assago Speltid: 1:24 - Åskådare: 12 610 | Italien       | 3 - 0 | Finland       | 25-20, 25-18, 25-16               |
| 22 september 2018 Mediolanum Forum, Assago Speltid: 1:45 - Åskådare: 8 953  | Nederländerna | 3 - 1 | Finland       | 25-19, 23-25, 25-16, 25-13        |
| 22 september 2018 Mediolanum Forum, Assago Speltid: 2:18 - Åskådare: 12 875 | Ryssland      | 3 - 2 | Italien       | 19-25, 25-18, 25-21, 19-25, 15-11 |
| 23 september 2018 Mediolanum Forum, Assago Speltid: 1:22 - Åskådare: 9 576  | Ryssland      | 3 - 0 | Finland       | 25-17, 25-19, 25-22               |
| 23 september 2018 Mediolanum Forum, Assago Speltid: 1:51 - Åskådare: 12 785 | Italien       | 3 - 1 | Nederländerna | 16-25, 25-20, 27-25, 25-15        |

##### Sluttabell
| Pos. | Lag           | Pt | M | V | F | SV | SF | Kvot  | PV  | PF  | Kvot  |
| ---- | ------------- | -- | - | - | - | -- | -- | ----- | --- | --- | ----- |
| 1.   | Italien       | 22 | 8 | 7 | 1 | 23 | 6  | 3,833 | 691 | 568 | 1,216 |
| 2.   | Ryssland      | 18 | 8 | 6 | 2 | 21 | 8  | 2,625 | 675 | 578 | 1,167 |
| 3.   | Nederländerna | 14 | 8 | 5 | 3 | 16 | 15 | 1,066 | 692 | 661 | 1,046 |
| 4.   | Finland       | 6  | 8 | 2 | 6 | 10 | 21 | 0,476 | 638 | 719 | 0,887 |

#### Grupp F

##### Resultat
| 21 september 2018 PalaDozza, Bologna Speltid: 1:26 - Åskådare: 3 800 | Brasilien  | 3 - 0 | Australien | 25-21, 25-22, 25-15               |
| 21 september 2018 PalaDozza, Bologna Speltid: 1:48 - Åskådare: 3 500 | Belgien    | 0 - 3 | Slovenien  | 26-28, 26-28, 19-25               |
| 22 september 2018 PalaDozza, Bologna Speltid: 1:36 - Åskådare: 5 100 | Australien | 0 - 3 | Belgien    | 26-28, 26-28, 20-25               |
| 22 september 2018 PalaDozza, Bologna Speltid: 1:29 - Åskådare: 5 250 | Slovenien  | 0 - 3 | Brasilien  | 22-25, 21-25, 16-25               |
| 23 september 2018 PalaDozza, Bologna Speltid: 2:15 - Åskådare: 5 000 | Slovenien  | 2 - 3 | Australien | 25-23, 20-25, 25-19, 22-25, 11-15 |
| 23 september 2018 PalaDozza, Bologna Speltid: 2:11 - Åskådare: 5 250 | Belgien    | 2 - 3 | Brasilien  | 25-22, 25-23, 19-25, 15-25, 12-15 |

##### Sluttabell
| Pos. | Lag        | Pt | M | V | F | SV | SF | Kvot  | PV  | PF  | Kvot  |
| ---- | ---------- | -- | - | - | - | -- | -- | ----- | --- | --- | ----- |
| 1.   | Brasilien  | 19 | 8 | 7 | 1 | 22 | 8  | 2,750 | 699 | 618 | 1,131 |
| 2.   | Belgien    | 14 | 8 | 4 | 4 | 16 | 14 | 1,142 | 667 | 657 | 1,015 |
| 3.   | Slovenien  | 13 | 8 | 4 | 4 | 17 | 16 | 1,062 | 722 | 716 | 1,008 |
| 4.   | Australien | 9  | 8 | 3 | 5 | 12 | 19 | 0,631 | 665 | 701 | 0,948 |

#### Grupp G

##### Resultat
| 21 september 2018 Arena Armeec, Sofia Speltid: 1:39 - Åskådare: 650   | USA       | 3 - 1 | Kanada | 25-17, 25-14, 21-25, 25-17        |
| 21 september 2018 Arena Armeec, Sofia Speltid: 1:33 - Åskådare: 7 250 | Bulgarien | 3 - 0 | Iran   | 25-19, 28-26, 26-24               |
| 22 september 2018 Arena Armeec, Sofia Speltid: 2:07 - Åskådare: 600   | Iran      | 2 - 3 | Kanada | 20-25, 25-20, 15-25, 25-23, 12-15 |
| 22 september 2018 Arena Armeec, Sofia Speltid: 1:27 - Åskådare: 8 400 | Bulgarien | 0 - 3 | USA    | 20-25, 20-25, 18-25               |
| 23 september 2018 Arena Armeec, Sofia Speltid: 1:32 - Åskådare: 500   | USA       | 3 - 0 | Iran   | 25-23, 26-24, 26-24               |
| 23 september 2018 Arena Armeec, Sofia Speltid: 2:04 - Åskådare: 5 500 | Bulgarien | 2 - 3 | Kanada | 19-25, 14-25, 25-21, 25-19, 10-15 |

##### Sluttabell
| Pos. | Lag       | Pt | M | V | F | SV | SF | Kvot  | PV  | PF  | Kvot  |
| ---- | --------- | -- | - | - | - | -- | -- | ----- | --- | --- | ----- |
| 1.   | USA       | 22 | 8 | 8 | 0 | 24 | 6  | 4,000 | 704 | 585 | 1,203 |
| 2.   | Kanada    | 13 | 8 | 5 | 3 | 18 | 14 | 1,285 | 712 | 694 | 1,025 |
| 3.   | Bulgarien | 13 | 8 | 4 | 4 | 16 | 12 | 1,333 | 625 | 617 | 1,012 |
| 4.   | Iran      | 12 | 8 | 4 | 4 | 14 | 16 | 0,875 | 674 | 664 | 1,015 |

#### Grupp H

##### Resultat
| 21 september 2018 Palazzo della cultura e dello sport, Varna Speltid: 2:15 - Åskådare: 420   | Serbien   | 3 - 2 | Frankrike | 22-25, 26-24, 25-20, 18-25, 18-16 |
| 21 september 2018 Palazzo della cultura e dello sport, Varna Speltid: 2:27 - Åskådare: 890   | Polen     | 2 - 3 | Argentina | 25-16, 19-25, 23-25, 25-23, 14-16 |
| 22 september 2018 Palazzo della cultura e dello sport, Varna Speltid: 1:27 - Åskådare: 340   | Serbien   | 3 - 0 | Argentina | 25-18, 25-22, 25-22               |
| 22 september 2018 Palazzo della cultura e dello sport, Varna Speltid: 1:44 - Åskådare: 820   | Polen     | 1 - 3 | Frankrike | 15-25, 18-25, 25-23, 18-25        |
| 23 september 2018 Palazzo della cultura e dello sport, Varna Speltid: 1:46 - Åskådare: 370   | Frankrike | 3 - 1 | Argentina | 25-16, 25-20, 26-28, 25-19        |
| 23 september 2018 Palazzo della cultura e dello sport, Varna Speltid: 1:15 - Åskådare: 1 020 | Polen     | 3 - 0 | Serbien   | 25-17, 25-16, 25-14               |

##### Sluttabell
| Pos. | Lag       | Pt | M | V | F | SV | SF | Kvot  | PV  | PF  | Kvot  |
| ---- | --------- | -- | - | - | - | -- | -- | ----- | --- | --- | ----- |
| 1.   | Polen     | 19 | 8 | 6 | 2 | 21 | 9  | 2,333 | 702 | 593 | 1,183 |
| 2.   | Serbien   | 17 | 8 | 6 | 2 | 20 | 12 | 1,666 | 707 | 677 | 1,044 |
| 3.   | Frankrike | 18 | 8 | 5 | 3 | 21 | 12 | 1,750 | 765 | 688 | 1,111 |
| 4.   | Argentina | 8  | 8 | 3 | 5 | 14 | 19 | 0,736 | 725 | 751 | 0,965 |

### Tredje rundan
| Grupp I   | Grupp J |
| --------- | ------- |
| Brasilien | Italien |
| Ryssland  | Polen   |
| USA       | Serbien |

#### Grupp I

##### Resultat
| 26 september 2018 Palasport Olimpico, Turin Speltid: 2:17 - Åskådare: 8 950  | Brasilien | 3 - 2 | Ryssland | 20-25, 21-25, 25-22, 25-23, 15-12 |
| 27 september 2018 Palasport Olimpico, Turin Speltid: 1:32 - Åskådare: 8 250  | USA       | 3 - 0 | Ryssland | 25-22, 25-23, 25-23               |
| 28 september 2018 Palasport Olimpico, Turin Speltid: 1:23 - Åskådare: 11 500 | Brasilien | 3 - 0 | USA      | 25-20, 25-18, 25-19               |

##### Sluttabell
| Pos. | Lag       | Pt | M | V | F | SV | SF | Kvot  | PV  | PF  | Kvot  |
| ---- | --------- | -- | - | - | - | -- | -- | ----- | --- | --- | ----- |
| 1.   | Brasilien | 5  | 2 | 2 | 0 | 6  | 2  | 3,000 | 181 | 164 | 1,103 |
| 2.   | USA       | 3  | 2 | 1 | 1 | 3  | 3  | 1,000 | 132 | 143 | 0,923 |
| 3.   | Ryssland  | 1  | 2 | 0 | 2 | 2  | 6  | 0,333 | 175 | 181 | 0,966 |

#### Grupp J

##### Resultat
| 26 september 2018 Palasport Olimpico, Turin Speltid: 1:22 - Åskådare: 11 700 | Italien | 0 - 3 | Serbien | 15-25, 20-25, 18-25               |
| 27 september 2018 Palasport Olimpico, Turin Speltid: 1:36 - Åskådare: 8 950  | Polen   | 3 - 0 | Serbien | 28-26, 28-26, 25-22               |
| 28 september 2018 Palasport Olimpico, Turin Speltid: 1:53 - Åskådare: 12 011 | Italien | 3 - 2 | Polen   | 14-25, 25-21, 18-25, 25-17, 15-11 |

##### Sluttabell
| Pos. | Lag     | Pt | M | V | F | SV | SF | Kvot  | PV  | PF  | Kvot  |
| ---- | ------- | -- | - | - | - | -- | -- | ----- | --- | --- | ----- |
| 1.   | Polen   | 4  | 2 | 1 | 1 | 5  | 3  | 1,666 | 180 | 171 | 1,052 |
| 2.   | Serbien | 3  | 2 | 1 | 1 | 3  | 3  | 1,000 | 149 | 134 | 1,111 |
| 3.   | Italien | 2  | 2 | 1 | 1 | 3  | 5  | 0,600 | 150 | 174 | 0,862 |

### Slutspelsrundan
|  | Semifinaler | Semifinaler | Semifinaler |       |    | Final               | Final               | Final               |  |
|  |             |             |             |       |    |                     |                     |                     |  |
|  | 1A          | Brasilien   | 3           |       |    |                     |                     |                     |  |
|  | 1A          | Brasilien   | 3           |       |    |                     |                     |                     |  |
|  | 2B          | Serbien     | 0           |       |    |                     |                     |                     |  |
|  | 2B          | Serbien     | 0           |       | 1A | Brasilien           | 0                   |                     |  |
|  |             |             |             |       | 1A | Brasilien           | 0                   |                     |  |
|  |             |             | 1B          | Polen | 3  |                     |                     |                     |  |
|  | 1B          | Polen       | 1B          | Polen | 3  | 3                   |                     |                     |  |
|  | 1B          | Polen       |             |       |    | 3                   |                     |                     |  |
|  | 2A          | USA         | 2           |       |    | Match om tredjepris | Match om tredjepris | Match om tredjepris |  |
|  | 2A          | USA         | 2           |       |    |                     |                     |                     |  |
|  |             |             |             |       |    |                     |                     |                     |  |
|  |             |             |             |       |    | 2B                  | Serbien             | 1                   |  |
|  |             |             |             |       |    | 2B                  | Serbien             | 1                   |  |
|  |             |             |             |       |    | 2A                  | USA                 | 3                   |  |

#### Semifinaler
| 29 september 2018 Palasport Olimpico, Turin Speltid: 1:28 - Åskådare: 11 509 | Brasilien | 3 - 0 | Serbien | 25-22, 25-21, 25-22               |
| 29 september 2018 Palasport Olimpico, Turin Speltid: 2:26 - Åskådare: 11 800 | Polen     | 3 - 2 | USA     | 25-22, 20-25, 23-25, 25-20, 15-11 |

#### Match om tredjepris
| 30 september 2018 Palasport Olimpico, Turin Speltid: 2:06 - Åskådare: 12 011 | Serbien | 1 - 3 | USA | 25-23, 17-25, 30-32, 19-25 |

#### Final
| 30 september 2018 Palasport Olimpico, Turin Speltid: 1:37 - Åskådare: 12 011 | Brasilien | 0 - 3 | Polen | 26-28, 20-25, 23-25 |

## Slutplaceringar
| Pos | Lag                     |
| --- | ----------------------- |
|     | Polen                   |
|     | Brasilien               |
|     | USA                     |
| 4.  | Serbien                 |
| 5.  | Italien                 |
| 6.  | Ryssland                |
| 7.  | Frankrike               |
| 8.  | Nederländerna           |
| 9.  | Kanada                  |
| 10. | Belgien                 |
| 11. | Bulgarien               |
| 12. | Slovenien               |
| 13. | Iran                    |
| 14. | Australien              |
| 15. | Argentina               |
| 16. | Finland                 |
| 17. | Japan                   |
| 18. | Kuba                    |
| 19. | Kamerun                 |
| 20. | Egypten                 |
| 21. | Puerto Rico             |
| 22. | Kina                    |
| 23. | Tunisien                |
| 24. | Dominikanska republiken |

## Individuella utmärkelser
| Utmärkelse              | Namn              | Lag       |
| ----------------------- | ----------------- | --------- |
| Mest värdefulla spelare | Bartosz Kurek     | Polen     |
| Bästa passare           | Micah Christenson | USA       |
| Bästa högerspiker       | Matthew Anderson  | USA       |
| Bästa vänsterspiker     | Michał Kubiak     | Polen     |
| Bästa vänsterspiker     | Douglas de Souza  | Brasilien |
| Bästa center            | Piotr Nowakowski  | Polen     |
| Bästa center            | Lucas Saatkamp    | Brasilien |
| Bästa libero            | Paweł Zatorski    | Polen     |